# Коренёк (Белгородская область)
Коренёк — хутор в Губкинском городском округе Белгородской области России. Входит в состав Скороднянской территориальной администрации.

## География
Находится в северной части Белгородской области, в лесостепной зоне, в пределах юго-западных склонов Среднерусской возвышенности, при автодороге 14Н-325, на расстоянии примерно 30 км (по прямой) к юго-западу от города Губкин, административного центра округа. Абсолютная высота — 233 м над уровнем моря.

### Климат
Климат характеризуется как умеренно континентальный, с холодной зимой, тёплым летом и хорошо выраженными переходными сезонами. Среднегодовая температура воздуха — 6 °C. Средняя температура воздуха самого холодного месяца (января) — −8,5 °C (абсолютный минимум — −36 °C); самого тёплого месяца (июля) — 20,3 °C (абсолютный максимум — 41 °С). Длительность периода с положительными температурами выше 10 °С составляет 156 дней. Годовое количество атмосферных осадков — 528 мм, из которых 343 мм выпадает в тёплый период.

### Часовой пояс
Хутор Коренёк, как и вся Белгородская область, находится в часовой зоне МСК (московское время). Смещение применяемого времени относительно UTC составляет +3:00.

## Население
| 2002 | 2010 | 2011 | 2013 | 2015 | 2016 |
| ---- | ---- | ---- | ---- | ---- | ---- |
| 55   | ↗67  | ↘60  | ↘54  | ↘53  | →53  |

### Половой состав
По данным Всероссийской переписи населения 2010 года, в гендерной структуре населения мужчины составляли 43,3 %, женщины — соответственно 56,7 %.

### Национальный состав
Согласно результатам переписи 2002 года, в национальной структуре населения русские составляли 98 %.

## Известные уроженцы
- Булгаков, Андрей Пантелеевич (1920—1981) — советский лётчик-истребитель, подполковник, Герой Советского Союза.